# Andy Merrill
Andy Merrill (Newark, 27 de novembro de 1966) é um dublador americano melhor conhecido por interpretar o personagem Brak em Space Ghost Coast to Coast, The Brak Show, e Cartoon Planet; bem como Oglethorpe em Aqua Teen Hunger Force.

## Space Ghost Coast to Coast
Merrill ingressou no Cartoon Network vários meses após sua criação em 1992, vindo da empresa irmã CNN. Ele começou a trabalhar com programação e, em 1993, ele e o chefe de programação Mike Lazzo ajudaram a montar o primeiro talk show animado noturno, Space Ghost Coast to Coast. Ele dublou Space Ghost no primeiro dos dois pilotos não exibidos do show.
Em abril de 1994, Space Ghost Coast to Coast estreou no Cartoon Network. O conceito era que o super-herói dos desenhos animados Hanna-Barbera dos anos 1960, Space Ghost, havia se aposentado de ser um super-herói e estava apresentando seu próprio talk show, no qual entrevistou celebridades convidadas em live action, com seus antigos arquiinimigos Zorak e Moltar como líder e diretor da banda. Até o momento, o programa já teve mais de 90 episódios exibidos na televisão e foi uma das forças motivadoras por trás da criação da faixa de programação Adult Swim iniciada em 2001. Merrill ajudou a produzir e escrever para o programa durante anos, e dublou os membros do "Council of Doom", Brak e Lokar, que apareciam no programa periodicamente, principalmente Brak.
Merrill, junto com o amigo e co-estrela de Coast to Coast, George Lowe, escreveram nas redes sociais que seu amigo e co-estrela C. Martin Croker morreu em 17 de setembro de 2016. Foi então revelado que Adult Swim iria reproduzir o primeiro episódio produzido de Space Ghost Coast to Coast, transmitido às 12h30 leste, 11h30 central naquela noite em homenagem à contribuição de Croker não apenas para Space Ghost, mas muitos programas do Adult Swim em ambas as animações e dublagens. Os três, junto com Dave Willis, Dana Snyder, e Carey Means, eram amigos desde os primeiros dias do Cartoon Network.

## Cartoon Planet
Em 1995, Cartoon Planet estreou no TBS (passando para o Cartoon Network em 1996). Merrill escreveu e produziu o show, junto com membros da equipe que trabalharam em Space Ghost Coast to Coast, ele mesmo dublando o personagem Brak. Os personagens principais do Cartoon Planet eram Space Ghost, Zorak e Brak, e era um show de esquetes e músicas reunidas com a mesma animação limitada usada em Space Ghost Coast to Coast.
Originalmente, as esquetes e canções serviam para mostrar desenhos antigos de propriedade da Turner Entertainment (Hanna-Barbera, Looney Tunes, Merrie Melodies, Popeye the Sailor) até que as esquetes e canções se tornaram mais populares e Brak desenvolveu mais personalidade e se tornou popular com fãs. O show acabou se tornando inteiramente esquetes e músicas.

## Spin-offs de Brak
Em 2000, dois especiais de programas de variedades no estilo Sonny & Cher estrearam no Cartoon Network, intitulados Brak Presents the Brak Show Starring Brak. O show contou com novas animações e novas músicas com convidados famosos e também vilão do Space Ghost, Zorak. Entretanto, os especiais receberam críticas mistas dos fãs. Nas primeiras horas de 21 de dezembro de 2000, um novo desenho animado paródia de sitcom estreou, intitulado "Leave It to Brak", que na verdade foi o episódio piloto do futuro programa do Adult Swim, The Brak Show, que estreou no Adult Swim em 2001 e foi exibido por três temporadas.
Merrill reprisou Brak no episódio "Space Con" da série da Max, Jellystone! que também é baseado nos personagens de Hanna-Barbera.

## Boomerang
Merrill deixou Atlanta por um breve período, mudando-se para Nova Jersey por um ano e ingressando no departamento de programação da Boomerang, um ativo da Turner Broadcasting System.

## Atuações
| Ano                  | Produção                                             | Papel                                | Outras notas                 |
| -------------------- | ---------------------------------------------------- | ------------------------------------ | ---------------------------- |
| 1993; 1994–2008      | Space Ghost Coast to Coast                           | Brak, Lokar, Live-Action Space Ghost | Também roteirista e produtor |
| 1995–1999; 2012–2014 | Cartoon Planet                                       | Brak, Dancin' Space Ghost            |                              |
| 2000                 | Brak Presents the Brak Show Starring Brak            | Brak                                 | Especial                     |
| 2000–2003; 2007      | The Brak Show                                        | Brak, Clarence                       | Criador e ator               |
| 2000–2015            | Aqua Teen Hunger Force                               | Oglethorpe, Merle                    | Ator, 21 episódios           |
| 2005                 | Sunday Pants                                         | Dr. Lyle Pushkin                     | Ator                         |
| 2007                 | Aqua Teen Hunger Force Colon Movie Film for Theaters | Oglethorpe                           | Filme                        |
| 2007                 | Aqua Teen Hunger Force Zombie Ninja Pro-Am           | Oglethorpe                           | Video game                   |
| 2008                 | Assy McGee                                           | Yusuf                                | Temporada 2, Episódio 9      |
| 2011                 | Pound Dogs                                           | Dog Pound Worker Guy                 | Curta-metragem               |
| 2011                 | Secret Mountain Fort Awesome                         | Additional voices                    |                              |
| 2013–2017            | Adventure Time                                       | James, Vozes adicionais              | 3 episódios                  |
| 2013–2017            | TripTank                                             | Vários personagens                   | 2 episódios                  |
| 2015–2016            | Gravity Falls                                        | 8-Ball, Teeth                        | 3 episódios                  |
| 2016                 | Harvey Beaks                                         | Bag                                  | Temporada 2, Episódio 6      |
| 2016                 | Club Sandwich                                        | Jelly Lips                           | Piloto fracassado            |
| 2019                 | Welcome to the Wayne                                 | Muhlstrommer                         | Temporada 1, Episódio 13     |
| 2022                 | Aquadonk Side Pieces                                 | Oglethorpe                           | 1 episódio                   |
| 2024                 | Kiff                                                 | Pat Chatterley                       | 1 episódio                   |
| 2024                 | Jellystone!                                          | Brak                                 | 1 episódio                   |